# Heinz Laubach
Heinz Laubach (* 21. März 1925 in Mainz-Weisenau; † 28. Dezember 2023) war ein deutscher Architekt und Politiker.

## Leben

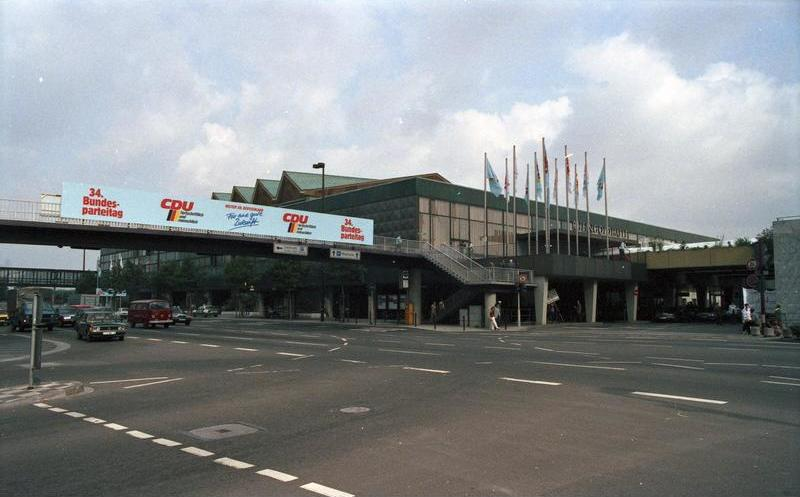
Die Rheingoldhalle von der Rheinstraße Ecke Quintinstraße (Eisenturm) aus gesehen. Die Fußgängerbrücke wurde 2007 abgebrochen.

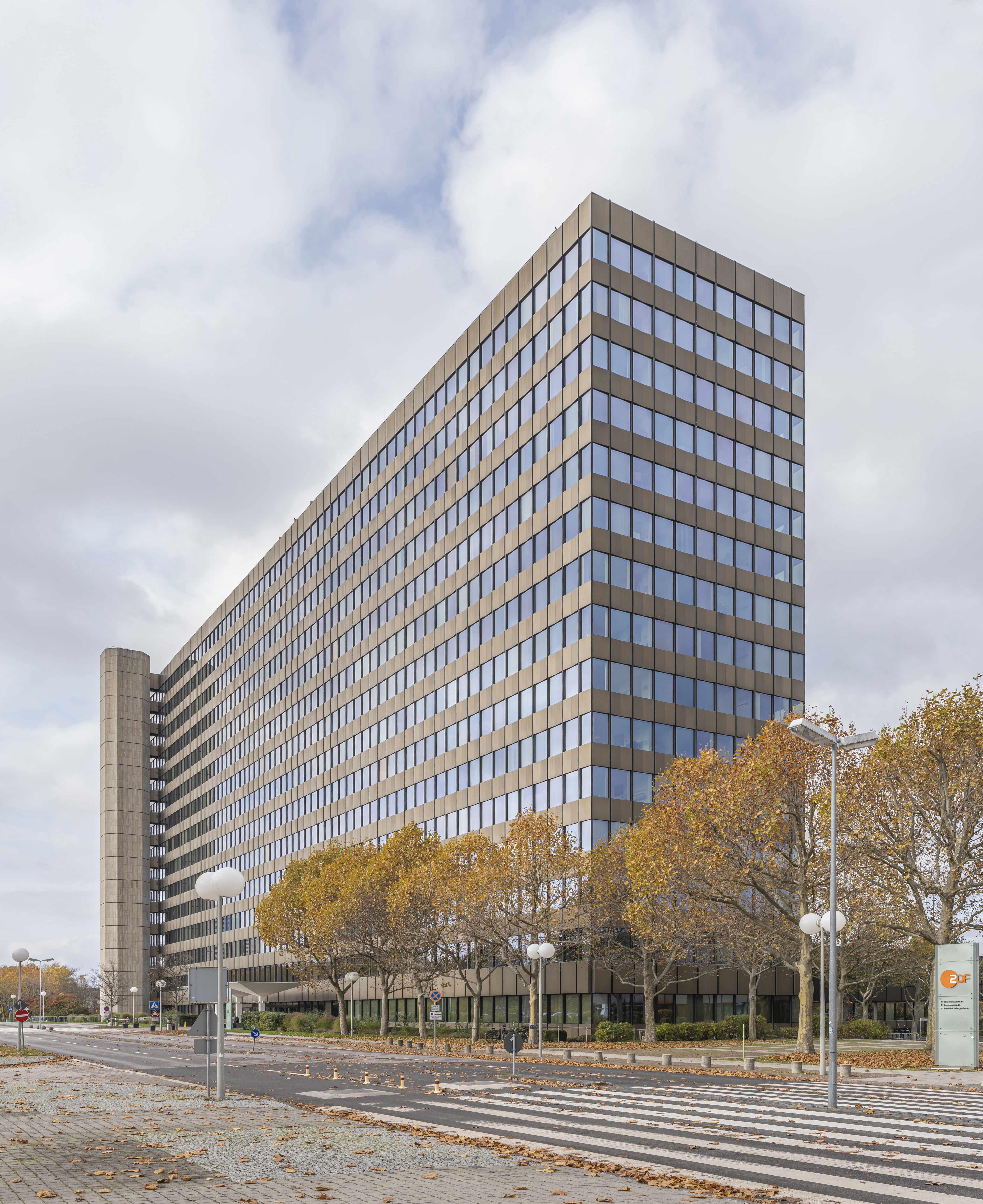
Zentrale des ZDF in Mainz

Laubach entstammte einer Rheinschifferfamilie aus Weisenau. Im Zweiten Weltkrieg geriet er in Gefangenschaft, aus der er 1946 entlassen wurde. Unmittelbar folgend absolvierte er bis 1950 ein Architekturstudium. 1952 gründete er in seiner Heimatstadt Mainz ein Architekturbüro.
Sein Vater gehörte der Zentrumspartei an und gründete nach dem Zweiten Weltkrieg die CDU mit, in der auch Heinz Laubach aktiv wurde. Von 1956 bis 1988 gehörte er dem Mainzer Stadtrat an. In der Zeit von 1961 bis 1977 leitete er die CDU-Fraktion des Rates. Von 1964 bis 1972 saß er dem Kreisverband Mainz der Partei vor.
Innerhalb des Mainzer Modells, das alle Parteien an der Macht in der Stadt beteiligte, arbeitete er mit Jockel Fuchs, Paul Distelhut (SPD) und Günter Storch (FDP) zusammen und war zusammen mit ihnen eine der prägenden Figuren der Mainzer Kommunalpolitik. Laubach war neben der Kommunalpolitik auch Mitglied des Rheinland-Pfälzischen Landtags in der 6. Wahlperiode von 1967 bis 1971.
Als Architekt machte er in den 1960er und 1970er Jahren unter anderem durch die Konzeption des Geländes „Am Brand“ als offenes Einkaufsviertel, der Rheingoldhalle, des (Rhein-) Hilton Hotel und des ZDF-Sendezentrums mit dem ZDF-Hochhaus auf dem Lerchenberg auf sich aufmerksam. Am 26. April 1962 war Laubach zusammen mit Günther Müller unter den Preisträgern der bundesweiten Ausschreibung zur Umgestaltung des Rheinufers und des Gebietes Halleplatz/Brand, das noch in Trümmern lag. Die Rheingoldhalle wurde von 1965 bis 1968 auf dem Halleplatz am Rheinufer in der Nähe der Theodor-Heuss-Brücke errichtet. Am 8. September 1966 überraschte Laubach die Mainzer Politik und Bevölkerung mit seinem provokativen Vorschlag, das neue Mainzer Rathaus bzw. die Stadtverwaltung im Kurfürstlichen Schloss unterzubringen. Unter seinem Fraktionsvorsitz fiel jedoch auch die Entscheidung für den Bau auf dem Halleplatz am 31. Mai 1967.
Heinz Laubach war Vorsitzender der Baukommission für die Neue Synagoge Mainz, die am 3. September 2010 eingeweiht werden konnte.
Heinz Laubach starb am 28. Dezember 2023 im Alter von 98 Jahren. Er hinterließ seine Ehefrau Anneliese, fünf Kinder, 13 Enkel und sechs Urenkel.

## Ehrungen
Laubach war Träger des Bundesverdienstkreuzes am Bande, der Freiherr-vom-Stein-Plakette des Landes Rheinland-Pfalz und des Ehrenrings der Stadt Mainz. Für eine Siedlung am Laubenheimer Hang erhielt er den rheinland-pfälzischen Staatspreis für Architektur.